# Clara Stauffer
Clara Stauffer Loewe (c. 1904-1984), también conocida como Clarita Stauffer, fue una mujer española, destacada militante de la Sección Femenina de Falange.

## Biografía
Su familia, de origen alemán, se había instalado en España por negocios. Su padre, Conrado Stauffer, que era químico y cervecero de profesión, trabajó para la empresa Mahou. En el plano personal era una gran amante del deporte, en natación conseguiría el primer puesto de la competición femenina del cruce a nado de la Laguna Grande de Peñalara en 1931, además de participar en torneos de ajedrez y practicar el esquí. Amiga de Pilar Primo de Rivera, fue miembro de la Sección Femenina de Falange. Durante la Guerra civil, Primo de Rivera la puso al frente de la oficina de Prensa y Propaganda de la SF.
Desde su juventud fue una entusiasta simpatizante nazi, y de hecho en las paredes de su despacho tenía los retratos de Hitler y Mussolini junto a los de Franco y José Antonio Primo de Rivera. Stauffer, que viajaría a mediados de 1943 a la Alemania nazi junto a Pilar Primo de Rivera, durante y tras la Segunda Guerra Mundial, participó en las redes de ocultación y refugio de perseguidos nazis conocidas como ratlines. Fue la única mujer que figuró en la lista de los 104 reclamados en 1947 por el Consejo de Control Aliado al ministro de Asuntos Exteriores de España, Alberto Martín-Artajo, y cuya extradición fue rechazada por el régimen de Franco.
Falleció en Madrid el 4 de octubre de 1984, con ochenta años de edad.
Clara Stauffer Loewe es la protagonista de la novela "Los pozos de la nieve" de la escritora y traductora Berta Vias Mahou (Acantilado, 2008). Años después se convirtió en uno de los personajes de la novela de Almudena Grandes Los pacientes del doctor García (2017).